# 妃咲歩美
妃咲 歩美（きさき あゆみ、5月10日 - ）は、日本の女優、女性モデル。フィンランド出身。日本大学芸術学部音楽学科卒業。
身長162cm。作劇ユニット「屋根裏の庭」、撮影会ユニット「AyK」、創作チーム「La malle à secret」を主催。劇団「ヅカ★ガール」所属、プライベート★ミューズ。

## 来歴
- 幼少期をドイツとフィンランドで過ごし、クラシックバレエを習い始める。ドイツではシュタイナー学園に通う。
- 帰国後、クラシックバレエの他ジャズダンスやベリーダンス、日本舞踊等様々なダンスを始め、大学より演劇を学ぶ。
- 大学での卒業研究はホロコースト下におけるシュタイナー教育について。
- 女優・ダンサーとしての活動の他、舞台やミュージックビデオの振付・出演も多数。
- 美麗WSと冠したダンス＆身体作りワークショップも開催している。
- イマーシブ（没入）体験ができる演劇や撮影会、イベントを精力的に行っている。
- 2020.6.15まで本名の「片山歩美」で活動していた。

## 人物
- おっとりとした穏やかな人柄。
- ちょっと不思議ちゃんな言動も多く、日々のおかしな言動を来栖梨紗によって「今日の歩美迷語録」として公開されている。

### 趣味・特技
- 趣味は読書、チョコレート専門店巡り、香水集め、宝塚鑑賞
- 特技はクラシックバレエ、空手（有段）、衣装早着替え、紅茶を美味しくいれること。

## 出演作品

### 舞台
2013年
- 企画団体シックスペース「パンドランド」（2013年8月21日 - 25日、pit北/区域） - ティア 役
- 劇団そばかす（そ）バッカス「ディア・ティア〜涙デ灯ス火〜」(2013年2月8日 - 10日、シアター風姿花伝） - タカラ 役

2014年
- 劇団Aries「Abschiedsmelodie」（2014年2月14日 - 16日、参宮橋TRANCEMISSION） - カミラ 役
- 劇団楼蘭「グロテスク」（2014年3月19日 - 24日、東演パラータ） - ガーゴイル 役
- 企画団体シックスペース「吟遊演舞/オロチ」（2014年9月13日 - 15日、pit北/区域） - 朧役・日の皇女 役
- 劇団楼蘭「紅色への供物」（2014年2月）
- 劇団楼蘭「破瓜の死」（2014年8月20日、兎亭）
- ヅカ★ガール「泪の塔」（2014年12月20日 - 21日、アトリエ・カノン）- ニコ 役[2]

2015年
- 劇団楼蘭「純血奇譚」（2015年2月25日 - 3月1日、王子小劇場） - 藤堂要役・乞食女 役
- 舞台版てーきゅう～先輩とめぐりあう時間たち～（2016年3月16日 - 21日）- 演出助手[3]
- ヅカ★ガール「のばらのばらのばら」（2015年6月5日 - 6月10日、新宿眼科画廊） - アンサンブル 役 [4]

- 企画団体シックスペース「煙管」（2015年7月3日 - 5日、新宿眼下画廊）
- 企画団体シックスペース「吟遊演舞/オロチ 月と太陽の章」（2015年7月12日、ONE’S STUDIO） - 日の皇女 役
- 企画団体シックスペース「断末魔」（2015年9月18日 - 20日、絵空箱）- 女優 役
- 企画団体シックスペース「リリンの園」（2015年11月12日 - 15日、pit北/区域） - リディア 役

2016年
- 月蝕歌劇団「黒蜥蜴」（2016年5月7日 - 10日、千本桜ホール）
- 月蝕歌劇団「津山三十人殺し」（2016年5月12日 - 15日、千本桜ホール）
- ヅカ★ガール「サバト」（2016年9月9日 - 13日、SPACE 梟門） - アネモネ役[5]
- 企画団体シックスペース「アリスとリリスの晩餐会」（2016年12月12日、中村橋 deli & cafe kuutamo）

2017年
- ヅカ★ガール「卍珠沙華」（2017年2月12日 - 15日、兎亭） - 徳光光子 役[6]
- 企画団体シックスペース「少女カジツ」（2017年4月19日 - 23日、シアター・バビロンの流れのほとりにて） - 巳肢左 役
- ヅカ★ガール「屋根裏のシェークスピヤ」（2017年5月18日 - 20日、兎亭） - エメ・エステル 役
- ヅカ★ガール「ハイヌウェレの骸」（2017年7月5日 - 9日、シアター・バビロンの流れのほとりにて） - むらさき 役 [7] 
※東京バビロン演劇祭2017 オーディエンス賞受賞作品
- レティクル東京座「皇宮陰陽師アノハ」（2017年9月27日 - 10月2日、シアターグリーン BIG TREE THEATER） - 聖蘭 役
- 企画団体シックスペース「カラガタリ」（2017年10月13日、初台 The DOORS）

2018年
- 朝倉薫脚本・演出「～歌と朗読劇 昭和の恋人たち～」（2018年1月26日 - 28日、LIVE BOX Gaba-Sugoka）
- Short Story Girls ＃12「百の朝焼 千の黄昏」（2018年2月28日、目黒鹿鳴館）
- 朗読劇「女学生Sの恋文」（2018年3月9日 - 11日、LIVE BOX Gaba-Sugoka）
- 屋根裏の庭「花喰ひ蜘蛛」（2018年4月9日 - 12日、兎亭）
- ガールズハイパーミュージカル「スタントウーマン！」（2018年5月22日 - 27日） - マリー・倉本 役[8]
- ヅカ★ガール「馘切姫」（2018年7月6日 - 10日、花まる学習会王子小劇場） - 紅華沙天 役 [9]
- 屋根裏の庭「白いばらの散るころに」（2018年9月5日 - 12日、兎亭） - ローレンス 役
- ヅカ★ガール「セイレムの焔」（2018年10月24日 - 11月4日、サンモールスタジオ） - レベッカ 役[10]

2019年
- ヅカ★ガール「妖花迷宮」（2019年4月23日 - 28日、兎亭） - 環 役 [11]
- ヅカ★ガール「イヴ・プリマ・パンドラ-幻想都市の魔女-」（2019年11月14日 - 19日、シアターグリーン BASE THEATER） - スカーレット・ロズワルド 役[12]
- 戯曲本舗「域地-ikichi-」（2019年8月9日 - 11日、シアター・バビロンの流れのほとりにて） - 女２ 役
- AyK「メフィストの瞳」（2019年4月3日 - 6日、兎亭） - イリス 役

2020年
- AyK「追憶の国のアリス」（2020年2月28日 - 3月1日、池袋MY-STYLE2） - イカレ帽子屋 役
- ヅカ★ガール「卍珠沙華」（2020年3月26日 - 30日、兎亭） - 徳光光子 役 [13]
- 屋根裏の庭「ラピスラズリの裔」（2020年7月30日 - 8月3日、兎亭） - 水の乙女 役
- ヅカ★ガール「妖花迷宮」（2020年10月22日 - 26日、d-倉庫） - 環 役 [14]

2021年
- しむじゃっく「楽屋〜流れ去るものはやがてなつかしき〜」（2021年5月13日 - 17日、Waniz Hall） - 女優Ｃ 役
- 屋根裏の部屋「花喰ひ蜘蛛」（2021年7月22日 - 23日、兎亭） - 艶 役
- ヅカ★ガール「レディ・カーミラ」（2021年9月8 - 13日、d-倉庫） - カーミラ 役[15]
- 屋根裏の庭「NO・ZO・KI・MI」（2021年10月8日 - 9日、Atelier Kanamour）
- ヅカ★ガール「のばらのばらのばら」(2021年11月3日 - 7日、兎亭) - ミカ 役

2022年
- わたあめ工場「Loop Holes(2022年1月15日 - 18日、4月28日 - 5月1日、すみだパークシアター倉) - マリアンヘレス 役
- AyK「メフィストの瞳」(2022年6月10日 - 12日、遊空間がざびぃ) - イリス 役[16][17]
- ヅカ★ガール「モルフェウスの魔境」(2022年11月9日 - 13日、シアターグリーン BIG TREE THEATER) - ルゥナ・セレナーダ 役[18][19]
- わたあめ工房「刻時刻刻」(2022年11月17日 - 20日、六行会ホール) - クレール 役
- AyK「秘蜜酒場 -woman in the mirror-」(2022年12月28日 - 31日、PerformingGallary&Cafe 絵空箱) - リリト 役

2023年
- ヅカ★ガール「卍珠沙華」（2023年3月22日 - 26日、兎亭） - 徳光光子 役
- 屋根裏の庭「ラピスラズリの裔」（2023年8月23日 - 27日、兎亭） - 水の乙女 役
- ヅカ★ガール「蛇姫花伝」（2023年10月18日 - 22日、シアターグリーン BIG TREE THEATER） - むらさき 役[20]
- わたあめ工場「Vamp up」（2023年11月30日 - 12月3日、CBGKシブゲキ!!）[21]

2024年
- ヅカ★ガール「妖花迷宮」（2024年4月13日 - 21日、兎亭） - 環 役
- ヅカ★ガール「ヴァルハラ・ワルツ」（2024年12月4日 - 8日、シアターグリーン BIG TREE THEATER） - オーロラ 役[22]

### 映像
- ＴＢＳ「有吉AKB共和国」”AKB弾丸～夏バテ解消～ミュージカルツアー”（2011年9月1日）
- 小劇場エイド「STAY HOME 全国小劇場の旅 #06d倉庫（東京）」（2020年5月） - 『ぶらり日暮里』リポーター出演
- はなしごと「ソワレの亡霊」(2020年6月、脚本・演出　飯塚未生） - 一人芝居映像作品出演
- アートにエールを！ヅカ★ガール「ミューズの追憶」(2020年9月2日）
- AyK映像公演「秘蜜酒場」（2021年2月14日） - リリト 役

### ＣＭ
- ワールドファミリー「ディズニー英語システム」（DWE）（1993年6月〜1997年）

### MV出演・振付
- ゆいにしお「タッチミー」（2017年11月） - 振付
- Tomo GÖ「Bo Chap!」（2017年8月） - ダンサー・振付

### モデル
- トイカツ道場 ファイトフィットスタジオ（2018年12月） - 荻窪店モデル
- 常盤響web magazine「週間ニューエロス。375」（2020年3月） - 巻頭モデル
- リアル脱出ゲーム「封鎖された人狼村からの脱出」（2020年6月） - 宣材モデル
- リアル脱出ゲーム「配信者には殺せない」（2020年9月） - スチールモデル
- リアル潜入ゲーム ✕ FINAL FANTASY VII REMAKE「壱番魔晄炉を爆破せよ」（2020年11月） - 宣材モデル
- リアル脱出ゲーム ✕ 劇場版「美少女戦士セーラームーンEternal」「闇夜のウエディングパーティーからの脱出」（2021年4月 - ）
- 常盤響web magazine「週間ニューエロス。459」（2021年10月） - 巻頭モデル

### 声優
- 江戸東京あかり展（2019年12月7日 - 2020年2月9日、神田明神文化交流館） - 吉良義久役[23][24]

### イベント
- AyK「秘蜜酒場」(2021年6月18日 - 19日、ひまわりスペース)
- AyK「紅茶午睡物語」(2021年12月10日 - 22日、新宿眼科画廊スペースO)[25]
- 屋根裏の庭「透明なインク」(2021年12月29日、ひまわりスペース)